# Die Tageszeitung

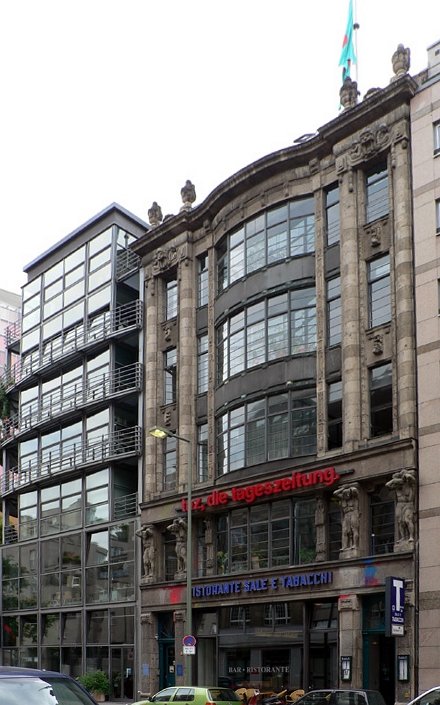
Sídlo deníku v berlínské městské části Kreuzberg

Die Tageszeitung, stejnou měrou známý i pod svou zkratkou taz, je berlínský deník s levicově-alternativním pozadím a současně sedmý největší deník v Německu. Z téměř 60 000 prodaných exemplářů připadá kolem 50 000 exemplářů na předplatitele.

## Dějiny a profil

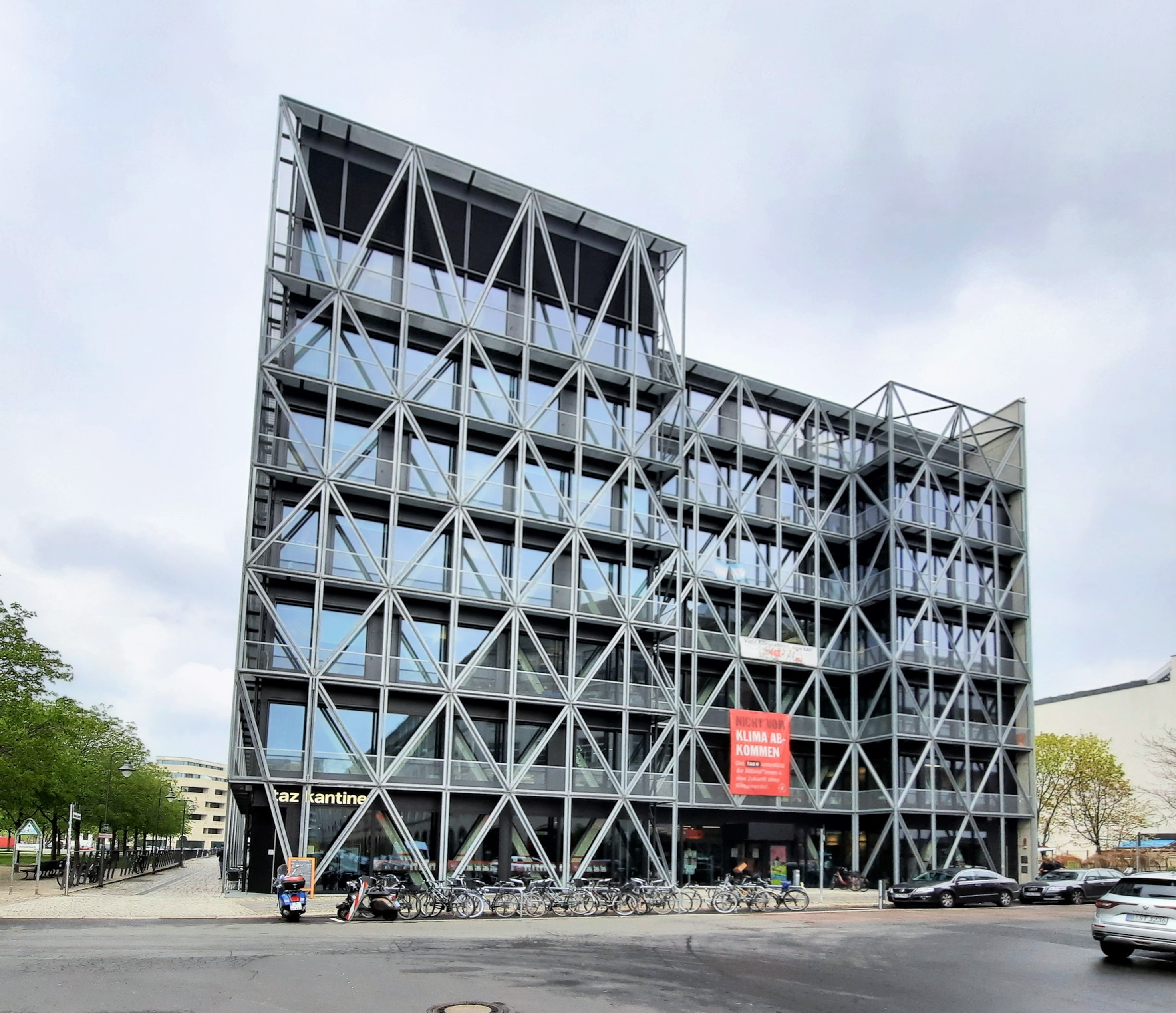
Průčelí budovy TAZ na Kreuzberg Friedrichstraße

Deník byl založen roku 1978 v tehdejším Západním Berlíně jako reakce na politickou situaci v Německu koncem 70. let. K jeho nejznámějším spoluzakladatelům patřil i současný vlivný poslanec Německého spolkového sněmu za stranu Svaz 90/Zelení, Hans-Christian Ströbele. Podle svého statutu jsou noviny taz levicovým resp. levicově-liberálním, alternativním projektem se zdůrazněním témat jako lidská práva, alternativní společenská hnutí a protest proti různým formám diskriminace, s kritickými pozicemi proti vládnoucím mocenským elitám. Cílovými skupinami deníku byly a jsou nedogmatická levice, studenti, levicoví intelektuálové a liberálové, levicoví sociální demokraté a  tzv. zelené hnutí a pod. Deník die tageszeitung byl a je často srovnáván s pařížským levicově-liberálním deníkem Libération („Libé“), založeným roku 1973.
Noviny taz si rychle získaly určitou popularitu i mimo levicové kruhy. Přispěla k tomu mimo jiné i skutečnost, že se nevyhýbaly problematickým otázkám. V 80. letech minulého století byly často uváděny jako pramen s velmi dobrými a obsažnými informacemi o opozičních hnutích ve Východní Evropě, zejména o polském hnutí Solidarność nebo české Chartě 77. Byla to témata, která se částečně vymykala jak zájmům hlavního proudu německé levice (SPD), tak i tendencím tehdejší oficiální východní politiky vlády Helmuta Kohla (pokračování tzv. Ostpolitik, kterou započaly vlády Willyho Brandta a Helmuta Schmidta), která se snažila o vyrovnání s východoevropskými komunistickými režimy, ale zároveň o získání těchto států pro věc německého sjednocení.
K nejznámějším aférám spojeným s deníkem taz patří takzvaná „bramborová aféra“ z června 2006, kdy na poslední stránce deníku (která se jmenuje Die Wahrheit, německy „Pravda“, což je obvyklá satirická část) vyšel článek „Polská nová brambora“ („Polens neue Kartoffel“), ve kterém se životní styl a politická role tehdejšího polského prezidenta Lecha Kaczyńského staly terčem satirických poznámek jednoho redaktora. V příštích dnech došlo k dočasnému zhoršení polsko-německých vztahů, k diplomatickým protestům polské vlády a k odřeknutí pravidelného setkání nejvyšších představitelů Polska, Německa a Francie polskou stranou.
Zejména v prvních fázích celého projektu taz se zpravodajství, redakční komentáře a zaměření novin zakládaly na konsenzu všech pracovníků. Od samého začátku trpí deník svou napjatou finanční situací, která vede k tomu, že platy spolupracovníků nedosahují úrovně mzdových tarifů jiných novin. Až do roku 1991 existoval (dobrovolně stanovený a přijatý) jednotný plat pro všechna povolání (od sazeče až po hlavního redaktora), dnes je mzda poněkud diferencována. V minulosti bylo uspořádáno více akcí pro posílení finanční základny novin, jako upsání členských podílů čtenářů a další alternativní způsoby financování z jejich strany.

## taz.de
Od 12. května 1995 vydává taz všechny články (valnou většinu) na internetu. Volně přístupny jsou všechny články posledních dvanácti měsíců.
- taz.de – Je webová adresa internetové verze deníku Die Tageszeitung a zároveň i vstupní portál ke všem dalším činnostem, jak taz-u vlastním, nebo kterých se zúčastní čí je podporuje. V nové grafické úpravě, od konce léta 2013, nahradila i zkratku taz a jméno deníku na webu.

- taz.archiv – Starší články jsou dostupny v archívu obsahujícím všechny články od 1. září 1986 včetně nejaktuálnějších, jako i všechny texty z Le Monde diplomatique od května 1995 – pro plné rešerše a přístup je nutno se placeně zaregistrovat, počínaje 5 eury měsíčně.[8]

- taz.blogs – Na platformě blogů taz.blogs píší autoři taz-u, jeho přátelé k tématům které je osobně zajímají.[9]

- taz-zahl-ich – Od dubna 2011 je možné dobrovolně přispívat na stránkách taz-u libovolnou částkou – buď k jednotlivým článkům, nebo celému taz-u, jak online tak dalšími obvyklými způsoby (viz info, odkaz v referencích) – systém taz (si) platím, (taz-zahl-ich) byl zaveden jako alternativa k čtenáři neplaceným stránkám (placených reklamou) a k těm přístupným jen po zaplacení (paywall).[10]

## taz.lab
Pod názvem taz.lab, také tazlab, každoročně pořádá konference taz-u v berlínském Domě kultur světa (Haus der Kulturen der Welt), v poměrně volně pojatém rámci specifického tématu, např.:
- tazlab 2013 – 20. dubna 2013 – téma „Vynalézejte. Neboť takhle to už nemůže jít dál“ („Erfindet. So kann es nicht weitergehen“)[11]
- tazlab 2013 – 14. dubna 2012 – téma „Dobře žít. Alternativ je dostatek“ („Das gute Leben. Es gibt Alternativen“),[12] s účastí Kulturních novin[13][14]

## taz.panterstiftung
taz.panterstiftung – Panter, nadace taz-u byla založena 2. října 2008 s kapitálem 709.962,75 eur. Jejím úkolen je zajišťovat financování cen Panter a akademii taz-u.
- taz.panterpreis – Panter, cena taz-u, jsou od roku 2005 každoročně udělované ceny – cena poroty a cena čtenářů – těm občanům, kteří „s odvahou a fantazií ve společnosti něčím pohnuli dál“, každá z dvojice cen je dotována 5000 eury.[16]

- taz.akademie – Akademie taz-u, založená 2009, pořádá vzdělávací kurzy v žurnalistice a o práci s veřejností.[17]

## Partneři
- WOZ Die Wochenzeitung, Curych, Švýcarsko,[18] které ale taz také kritizuje, pokud se chová extremisticky[19]

### Podpora levicové družstevní publicistiky
taz podporuje také levicovou družstevní publicistiku v zahraničí, především svými zkušenostmi a spolupořádáním finančních sbírek:
- BirGün, Istanbul, Turecko[20]

- Dominion, Montreal, Kanada[21]

- Fria Tidningen, Stockholm, Švédsko[22]

- Kulturní noviny, Brno, Česko[23]

- La diaria, Montevideo, Uruguay[24]

## Zajímavosti
- Dopisovatelkou taz-u v ČR je Alexandra Mostýn(ová)[25]